# Летов, Александр Владимирович
Летов Александр Владимирович (род. 1956, Костромская область) — советский металлург, новатор производства в металлургической промышленности. Лауреат Государственной премии СССР за выдающиеся достижения в труде (1989).

## Биография
Родился в 1956 году в Костромской области.
Окончил СПТУ № 28 в городе Кривой Рог. С 1977 года — горновой доменного цеха № 2 Криворожского металлургического комбината.
Новатор производства, инициатор трудовых починов, победитель соревнований. Один из лидеров молодёжного движения на Криворожском металлургическом комбинате в 1980-х годах. Делегат ХІХ съезда ВЛКСМ (1982), XII Всемирного фестиваля молодёжи и студентов (1985), XXVII съезда КПСС (1986).

## Награды
- Государственная премия СССР за выдающиеся достижения в труде (1989)[1];
- Орден Дружбы народов[1].